# Jack Lynch
John Mary "Jack" Lynch; en irlandés Seán Ó Loinsigh, (Shandon, 15 de agosto de 1917 - Dublín, 20 de octubre de 1999) fue un político irlandés del Fianna Fáil que se desempeñó como Taoiseach de 1966 a 1973 y de 1977 a 1979, fue el cuarto Taoiseach de Irlanda.  
Lynch fue elegido por primera vez como diputado (Teachta Dála) en la Dáil Éireann (cámara baja irlandesa) por el condado de Cork, en 1948, siendo reelegido hasta su jubilación en 1981. Durante su carrera fue cuatro veces ministro, de Hacienda (1965-1966), Industria y Comercio (1959-1965), Educación (1957-1959), y Ministro para la Gaeltacht (zonas de habla gaélica, 1957). Lynch fue el tercer líder de Fianna Fáil, desde 1966 hasta 1979, sucediendo en el cargo al enormemente influyente Sean Lemass. Fue el último líder de Fianna Fáil que obtuvo una mayoría absoluta en la Cámara de Representantes, en 1977.  El historiador y periodista T. Ryle Dwyer lo ha llamado "el político irlandés más popular desde Daniel O'Connell".
Antes de su carrera política Lynch tuvo un gran éxito deportivo, en una doble carrera (dual player) como practicante de los denominados "deportes gaélicos". Jugó al hurling con su club local, los Glen Rovers y con el equipo del condado de Cork de 1936 hasta 1950. También jugó al fútbol gaélico con su club local (St Nicholas) y con el equipo del condado de 1936 hasta 1946. Mientras trabajaba en Dublín a mediados de la década de 1940, Lynch jugó al fútbol de club con el equipo Civil Service GAA. En 1944 ganó un título del Campeonato de Fútbol Senior de Dublín, junto con su compatriota nativo de Munster Mick Falvey. Es considerado como uno de los mejores dual players de la historia. Ganó cinco campeonatos de Irlanda de hurling (All-Ireland) y cuatro ligas nacionales, así como un campeonato de Irlanda de fútbol gaélico.

## Legado
Se ha descrito a Jack Lynch como "el político irlandés más popular desde Daniel O'Connell". Este elogio no vino de los aliados de Lynch ni de su propio partido, sino del exlíder del Fine Gael , Liam Cosgrave, que había sucedido a Lynch después de su primer mandato como Taoiseach. Como deportista, Lynch se ganó una reputación de decencia y juego limpio, características que aportó a la vida política.

## Gobiernos
Los siguientes gobiernos fueron dirigidos por Jack Lynch:
- 12º gobierno de Irlanda (noviembre de 1966 – julio de 1969)
- 13.º Gobierno de Irlanda (julio de 1969 – marzo de 1973)
- 15º gobierno de Irlanda (julio de 1977 – diciembre de 1979)